# مايا شونه
مايا شونه (بالإنجليزية: Maja Schöne)‏ هي ممثلة ألمانية ولدت في 1 يناير 1976،أشتهرت بدورها هانا كانوالد في مسلسل دارك.

## وصلات خارجية
- مايا شون على موقع IMDb (الإنجليزية)
- مايا شون على موقع مونزينجر (الألمانية)
- مايا شون على موقع ألو سيني (الفرنسية)
- مايا شون على موقع ميوزك برينز (الإنجليزية)
- مايا شون على موقع أول موفي (الإنجليزية)
- مايا شون على موقع قاعدة بيانات الفيلم (الإنجليزية)
- مايا شون على موقع كينوبويسك (الروسية)

لم يتم العثور على روابط لمواقع التواصل الاجتماعي.